# Cyclopecten davidsoni
Cyclopecten davidsoni är en musselart som först beskrevs av Dall 1897.  Cyclopecten davidsoni ingår i släktet Cyclopecten och familjen Propeamussidae. Inga underarter finns listade i Catalogue of Life.